# VEED Festival 2017
Op het VEED Festival 2017 werden de VEED Awards van 2017 toegekend. Het festival vond plaats in de Westergasfabriek in Amsterdam op 9 april 2017. De presentatie was in handen van Défano Holwijn. Het festival werd bedacht door Kelvin Boerma, Peter de Harder en Mert Ugurdiken en producenten Omar Kbiri, Jacqueline Vizee en Viola Welling.

## Genomineerden en winnaars 2017
Hieronder de onvolledige lijst van genomineerden in elke categorie. De winnaars zijn in het vet aangeduid.
| Categorie                                 | Genomineerden Winnaars                                                |
| ----------------------------------------- | --------------------------------------------------------------------- |
| Beste YouTube Channel                     | StukTV                                                                |
| Beste Nieuwkomer                          | Bibi Ella en Sam Girlys blog Levy Jansen Matser                       |
| Beste Beauty YouTuber                     | Mascha Feoktistova BeautyNezz Jessie Maya                             |
| Beste Vlogger                             | Enzo Knol                                                             |
| Beste Muziek YouTuber                     | Teske de Schepper                                                     |
| Beste Vrouwelijke YouTuber                | BeautyNezz Bo Beljaars LilyLikecom Marije Zuurveld Monica Geuze       |
| Beste Mannelijke YouTuber                 | Dylan Haegens                                                         |
| Beste Pranking YouTuber                   | StukTV                                                                |
| Beste Gaming YouTuber powered by VodaFone | Milan Knol                                                            |
| Beste Snapchatter                         | LizeKnalpijp DiiggyS FAISEL_HVA PeterNauts Quinsding                  |
| Beste Muser                               | ninaschotpoortxx ninahouston_ Bokadoooo Officialsaarx Queen_yy        |
| Beste Instagrammer                        | DarumNL NabilTime                                                     |
| Beste Fanaccount                          | Beautyynezzzz foreverbeautynezz Latooy.fan Onnefamilie Unagizeisfunny |
| RTL Boulevard Award                       | Tim Hofman Anna Nooshin Domien Verschuuren Fred van Leer Humberto Tan |
| AD Journalistieke aanmoedigingsprijs      | Défano Holwijn                                                        |